# Giovanni Sampietro
Giovanni Sampietro (Gambolò, 11 ottobre 1897 – Vercelli, 7 aprile 1965) è stato un politico italiano.
Oltre l'attività politica il suo nome è ricordato come agronomo e specialista in agricoltura per avere nell'anno 1925 inventato presso la Stazione sperimentale di risicoltura e delle colture irrigue di Vercelli, per la prima volta, la tecnica dell’incrocio tra le molteplici varietà di riso. Una scoperta rivoluzionaria che in seguito (1945) potrà far nascere nel Paullese attraverso la tecnica dell’"ibridazione", il riso Carnaroli.